# أوليفر ريان
أوليفر ريان (بالإنجليزية: Oliver Ryan)‏ (26 سبتمبر 1985 ببوسطن في المملكة المتحدة - ) هو لاعب كرة قدم بريطاني في مركز الهجوم. لعب مع فريكلي أثلتيك ‏ وBelper Town F.C. ‏ وHucknall Town F.C. ‏ ونورثويتش فيكتوريا ولينكولن سيتي أف سي وإيكستون تاون ‏ ونادي هاروجيت تاون وبورن تاون ‏ وسبالدينغ يونايتد ‏ وScarborough Athletic F.C. ‏ ونادي بوسطن يونايتد وStaveley Miners Welfare F.C. ‏.

## وصلات خارجية
- أوليفر ريان على موقع قاعدة بيانات كرة القدم.إي يو (الإنجليزية)
- أوليفر ريان على موقع Soccerbase.com (لاعب) (الإنجليزية)